# Club Atlético de San Luis Femenil
El Club Atlético de San Luis Femenil es un club de fútbol femenil mexicano con sede en San Luis Potosí, San Luis Potosí. El club es la sección femenil del Atlético de San Luis. El equipo juega en la Liga MX Femenil.

## Historia
El equipo se fundó en 2019, después del ascenso del Atlético de San Luis a la Primera División de México, ya que los requisitos modificados en este año incluyen tener un equipo femenil.
Si bien hace años tenían trabajando un equipo piloto, a sabiendas de que el Atlético de San Luis formaría parte de la Liga MX Femenil, la institución canalizó sus esfuerzos para hacer de su equipo una escuadra con la mayor capacidad de competencia.
“Las jugadoras deben estar siempre con buena actitud y deben saber trabajar en equipo. El sello debe ser la entrega, lucha y el sacrificio para buscar el mejor resultado.”, comentó el dueño del banquillo potosino.
El 17 de julio, los potosinos presentaron sus refuerzos y el cuadro femenil del equipo.

## Indumentaria

### Proveedor
| Período     | Proveedor |
| ----------- | --------- |
| 2017 – 2018 | Nike      |
| 2018 – 2019 | Joma      |
| 2019 – 2022 | Pirma     |
| 2022 – 2025 | Sporelli  |

### Patrocinadores
| - Caliente - Canel's - Daikin - Gobierno del Estado de San Luis Potosí - Seguros El Potosí - Electrolit - Red Cola - Mobil - Libertad Servicios Financieros - Laboratorio Tequis - BH Fitness - Nexen Tire - La Moderna - Gas Villa de Reyes - Krispy Kreme | - Cementos Moctezuma - Refacciones Industriales BRR - Inoxidables de San Luís - H-E-B - Primera Plus - Tecate - Fitzer - TAR Aerolíneas - Innergy - Dentalia - Farmacias del Ahorro - Izzi - Pizza Hut - ESPN Deportes - TUDN |

## Jugadoras

### Altas y Bajas: Clausura 2024
Fecha de actualización: 7 de junio de 2024
| Altas            | Altas         | Altas                |
| Jugadora         | Posición      | Procedencia          |
| ---------------- | ------------- | -------------------- |
| Anahí Rentería   | Mediocampista | Mazatlán Fútbol Club |
| Viridiana López  | Mediocampista | Club Puebla          |
| Luciana Riefkohl | Delantera     | Club Tijuana         |

En pretemporada existen jugadoras del equipo piloto, se contemplarán como altas si son registradas para el torneo
| Bajas            | Bajas         | Bajas             |
| Jugadora         | Posición      | Destino           |
| ---------------- | ------------- | ----------------- |
| Daniela Mendoza  | Defensa       | Agente Libre      |
| Justina Morcillo | Defensa       | Agente Libre      |
| Marina Delgado   | Defensa       | Agente Libre      |
| Vanessa González | Defensa       | Agente Libre      |
| Julissa Dávila   | Defensa       | Agente Libre      |
| Mariela García   | Defensa       | Agente Libre      |
| Mayra Santana    | Delantera     | Agente Libre      |
| Trudi Carter     | Delantera     | Agente Libre      |
| Luz Duarte       | Delantera     | Agente Libre      |
| Salma Ventura    | Mediocampista | Agente Libre      |
| Jaquelín García  | Mediocampista | Atlas Fútbol Club |
| Zellyka Arce     | Mediocampista | Agente Libre      |
| Laura Parra      | Defensa       | Agente Libre      |
| Isidora Olave    | Mediocampista | Agente Libre      |

Existen casos de jugadoras que estaba en el equipo piloto y fichan para otro equipo, la jugadora se considerará baja las que debutan en liga.

### Fuerzas Básicas

#### Sub-19
- La jugadora ya debutó en Primera División.

### Jugadoras internacionales
| Selección                                  | Categoría | Jugadoras                                | #   |
| ------------------------------------------ | --------- | ---------------------------------------- | --- |
| México                                     | Sub-20    | María Fernanda Sánchez, Silvana González | (2) |
| México                                     | Sub-17    | Amalia González                          | (1) |
| Fecha de actualización: 23 de mayo de 2024 |           |                                          |     |

Se consideran jugadoras internacionales si han recibido llamado a selecciones nacionales en los últimos 12 meses. Con negritas se muestran aquellas jugadoras que han sido llamadas en la última convocatoria. 

## Plantillas Importantes

### 11 Inicial en Liga
El Club Atlético San Luis comienza su primera participación en el fútbol profesional femenil en el Apertura 2019 el lunes 15 de julio de 2019, perdiendo en el Estadio Alfonso Lastras Ramírez 6-1 contra Atlas Femenil. El gol a favor fue anotado por Sharon Barba (72') 
| Alineación: - Cinthia Monreal - Edith Carmona - Ivonne Santillán - Paola Urbieta - Sharon Morales - Alma Zepeda - Paola Alemán - Estefanía Izaguirre - Alejandra Vázquez - Yaritza Martínez - Karen Vázquez - D.T. Martín Casas |  | C. Monreal E. Carmona I. Santillán A. Zepeda S. Morales P. Urbieta P. Alemán E. Izaguirre Y. Martínez K. Vázquez A. Vázquez |

## Estadísticas

### Primera División
Actualizado al último partido disputado el: 3 de mayo de 2024
| TORNEO        | PJ  | PG | PE | PP | GF  | GC  | DIF  | PTS | POSICIÓN                                     | LOGRO                                        | EFE (%) |
| ------------- | --- | -- | -- | -- | --- | --- | ---- | --- | -------------------------------------------- | -------------------------------------------- | ------- |
| Apertura 2019 | 18  | 2  | 5  | 11 | 11  | 38  | -27  | 11  | 17.º                                         | –                                            | 20.4    |
| Clausura 2020 | 9   | 2  | 2  | 5  | 9   | 19  | -10  | 8   | Suspendido debido a la pandemia por COVID-19 | Suspendido debido a la pandemia por COVID-19 | 29.6    |
| Apertura 2020 | 17  | 5  | 2  | 10 | 22  | 30  | -8   | 17  | 11.º                                         | –                                            | 33.3    |
| Clausura 2021 | 17  | 2  | 5  | 10 | 19  | 36  | -17  | 11  | 18.º                                         | –                                            | 25.5    |
| Apertura 2021 | 17  | 2  | 7  | 8  | 14  | 32  | -18  | 13  | 16.º                                         | –                                            | 21.6    |
| Clausura 2022 | 17  | 5  | 5  | 7  | 23  | 29  | -6   | 20  | 11.º                                         | –                                            | 39.2    |
| Apertura 2022 | 17  | 7  | 0  | 10 | 23  | 36  | -13  | 21  | 13.º                                         | –                                            | 41.2    |
| Clausura 2023 | 17  | 5  | 2  | 10 | 22  | 35  | -13  | 17  | 13.º                                         | –                                            | 33.3    |
| Apertura 2023 | 17  | 3  | 3  | 11 | 17  | 34  | -17  | 12  | 15.º                                         | –                                            | 23.5    |
| Clausura 2024 | 17  | 1  | 3  | 13 | 16  | 46  | -30  | 6   | 18.º                                         | –                                            | 11.8    |
| TOTAL         | 163 | 34 | 34 | 95 | 176 | 335 | -159 | 136 | 15.º                                         | 11º lugar en clasificación                   | 27.81 % |

## Goles históricos

#### Goles en Liga
| Gol                                            | Fecha                 | Jugador              | Rival                    | Resultado | Notas           |
| ---------------------------------------------- | --------------------- | -------------------- | ------------------------ | --------- | --------------- |
| 1                                              | 15 de julio de 2019   | Sharon Morales (72') | Club Atlas Femenil       | 1 - 6     | Primer gol Liga |
| 50                                             | 14 de febrero de 2021 | Andrea Ibarra (54')  | Mazatlán Fútbol Club     | 3 – 0     | Gol número 50   |
| 100                                            | 10 de julio de 2022   | Julissa Dávila (58') | Club de Fútbol Monterrey | 3 - 4     | Gol número 100  |
| Fecha de actualización: 5 de noviembre de 2023 |                       |                      |                          |           |                 |

## Máximas goleadoras
Actualizado al último partido disputado el: 3 de mayo de 2024

### Máximas goleadoras en liga
| Pos | Nacionalidad | Nombre              | Goles |
| --- | ------------ | ------------------- | ----- |
| 1.º | España       | Beatriz Parra       | 22    |
| 1.º | México       | Daniela Carrandi    | 22    |
| 3.º | México       | Isabel Kasis        | 14    |
| 4.º | México       | Estefania Izaguirre | 13    |
| 5.º | México       | Julissa Dávila      | 8     |
| 6.º | Jamaica      | Trudi Carter        | 7     |
| 6.º | México       | Paola Alemán        | 7     |
| 8.º | México       | Joana Robles        | 6     |
| 8.º | México       | Emily González      | 6     |

| Máximas goleadoras en temporada regular                              | Máximas goleadoras en temporada regular | Máximas goleadoras en temporada regular | Máximas goleadoras en temporada regular |
| Pos                                                                  | Nacionalidad                            | Nombre                                  | Goles                                   |
| -------------------------------------------------------------------- | --------------------------------------- | --------------------------------------- | --------------------------------------- |
| 1.º                                                                  | España                                  | Beatriz Parra                           | 22                                      |
| 1.º                                                                  | México                                  | Daniela Carrandi                        | 22                                      |
| 3.º                                                                  | México                                  | Isabel Kasis                            | 14                                      |
| 4.º                                                                  | México                                  | Estefania Izaguirre                     | 13                                      |
| 5.º                                                                  | México                                  | Julissa Dávila                          | 8                                       |
| Máximas goleadoras en liguilla                                       |                                         |                                         |                                         |
| Pos                                                                  | Nacionalidad                            | Nombre                                  | Goles                                   |
| El Club Atlético de San Luis no ha tenido participación en liguilla. |                                         |                                         |                                         |

### Máximas anotadoras por temporada
| Máximas anotadoras por temporada regular de liga | Máximas anotadoras por temporada regular de liga | Máximas anotadoras por temporada regular de liga |
| Torneo                                           | Jugadora                                         | Goles                                            |
| ------------------------------------------------ | ------------------------------------------------ | ------------------------------------------------ |
| Apertura 2019                                    | Ramona Paredes Daniela Carrandi Karen Vázquez    | 2                                                |
| Clausura 2020 *                                  | Daniela Carrandi                                 | 4                                                |
| Apertura 2020                                    | Isabel Kasis                                     | 5                                                |
| Clausura 2021                                    | Daniela Carrandi                                 | 4                                                |
| Apertura 2021                                    | Emily González                                   | 3                                                |
| Apertura 2021                                    | Ana Karen López                                  | 3                                                |
| Clausura 2022                                    | Beatriz Parra                                    | 8                                                |
| Apertura 2022                                    | Beatriz Parra                                    | 10                                               |
| Clausura 2023                                    | Daniela Carrandi                                 | 5                                                |
| Apertura 2023                                    | Julissa Dávila                                   | 3                                                |
| Clausura 2024                                    | Trudi Carter                                     | 5                                                |

| Máximas anotadoras por liguilla                                      | Máximas anotadoras por liguilla              | Máximas anotadoras por liguilla              |
| Torneo                                                               | Jugadora                                     | Goles                                        |
| -------------------------------------------------------------------- | -------------------------------------------- | -------------------------------------------- |
| Clausura 2020                                                        | Suspendido debido a la pandemia por COVID-19 | Suspendido debido a la pandemia por COVID-19 |
| El Club Atlético de San Luis no ha tenido participación en liguilla. |                                              |                                              |

## Jugadoras Extranjeras
| Jugadora         | Posición      | Edad    | Procedencia             | Destino                  | Duración            |
| ---------------- | ------------- | ------- | ----------------------- | ------------------------ | ------------------- |
| Beatriz Parra    | Delantera     | 37 años | Real Betis Balompié     | Ungmennafélag Tindastóll | Ap. 2021 - Cl. 2023 |
| Marta Perarnau   | Defensa       | 30 años | Real Betis Balompié     | Ungmennafélag Tindastóll | Ap. 2021 - Cl. 2023 |
| Cristel Sandí    | Mediocampista | 27 años | D. Saprissa             | Dimas Escazú             | Cl. 2023 - Ap. 2023 |
| Melissa Espina   | Mediocampista | 31 años | C.D. Palestino          | Agente Libre             | Cl. 2023            |
| Justina Morcillo | Defensa       | 22 años | C.A. River Plate        | Agente Libre             | Ap. 2023 - Cl. 2024 |
| Marina Delgado   | Defensa       | 30 años | WFC Lokomotiv Moscow    | Agente Libre             | Ap. 2023 - Cl. 2024 |
| Trudi Carter     | Delantera     | 30 años | F.C. Levante Las Planas | Agente Libre             | Ap. 2023 - Cl. 2024 |
| Farlyn Caicedo   | Delantera     | 27 años | C.U. de Deportes        | En el club               | Cl. 2024            |

## Entrenadores
Actualizado al último partido disputado el: 3 de mayo de 2024
| Entrenador        | Temporada     | PJ | PG | PE | PP | TR | GF | GC  | DIF | PTS | POS                                          | Resultado                                    | EFE (%) |
| ----------------- | ------------- | -- | -- | -- | -- | -- | -- | --- | --- | --- | -------------------------------------------- | -------------------------------------------- | ------- |
| Martín Casas      | Apertura 2019 | 18 | 2  | 5  | 11 | 0  | 11 | 38  | -27 | 11  | 17.º                                         | Fase Regular                                 | 20.4    |
| Martín Casas      | Total         | 18 | 2  | 5  | 11 | 0  | 11 | 38  | -27 | 11  | 17.º                                         | Fase Regular                                 | 20.4 %  |
| Luis Martínez     | Clausura 2020 | 9  | 2  | 2  | 5  | 0  | 9  | 19  | -10 | 8   | Suspendido debido a la pandemia por COVID-19 | Suspendido debido a la pandemia por COVID-19 | 29.6    |
| Luis Martínez     | Total         | 9  | 2  | 2  | 5  | 0  | 9  | 19  | -10 | 8   | No concluyó el torneo                        | No concluyó el torneo                        | 29.6 %  |
| Rigoberto Esparza | Apertura 2020 | 14 | 3  | 1  | 10 | 0  | 22 | 30  | -8  | 17  | 11.º                                         | Fase Regular                                 | 23.8    |
| Rigoberto Esparza | Clausura 2021 | 17 | 2  | 5  | 10 | 0  | 19 | 36  | -17 | 11  | 18.º                                         | Fase Regular                                 | 21.6    |
| Rigoberto Esparza | Total         | 31 | 5  | 6  | 20 | 0  | 41 | 66  | -25 | 28  | 15.º                                         | Fase Regular                                 | 22.6 %  |
| Jesús Padrón      | Apertura 2021 | 17 | 2  | 7  | 8  | 0  | 14 | 32  | -18 | 13  | 16.º                                         | Fase Regular                                 | 25.5    |
| Jesús Padrón      | Clausura 2022 | 14 | 4  | 4  | 6  | 2  | 23 | 29  | -6  | 20  | 11.º                                         | Fase Regular                                 | 38.1    |
| Jesús Padrón      | Total         | 31 | 6  | 11 | 14 | 2  | 37 | 61  | -24 | 33  | 14.º                                         | Fase Regular                                 | 31.2 %  |
| Fernando Samayoa  | Apertura 2022 | 17 | 7  | 0  | 10 | 0  | 23 | 36  | -13 | 21  | 13.º                                         | Fase Regular                                 | 41.2    |
| Fernando Samayoa  | Clausura 2023 | 17 | 5  | 2  | 10 | 0  | 22 | 35  | -13 | 17  | 13.º                                         | Fase Regular                                 | 33.3    |
| Fernando Samayoa  | Apertura 2023 | 17 | 3  | 3  | 11 | 0  | 17 | 34  | -17 | 12  | 15.º                                         | Fase Regular                                 | 23.5    |
| Fernando Samayoa  | Total         | 51 | 15 | 5  | 31 | 0  | 62 | 105 | -43 | 50  | 14.º                                         | Fase Regular                                 | 32.7 %  |
| Daniel Flores     | Clausura 2024 | 17 | 1  | 3  | 13 | 0  | 16 | 46  | -30 | 6   | 18.º                                         | Fase Regular                                 | 11.8    |
| Daniel Flores     | Total         | 17 | 1  | 3  | 13 | 0  | 16 | 46  | -30 | 6   | 18.º                                         | Fase Regular                                 | 11.8 %  |